# تطهير جنسي
التطهير الجنسي هو تقليد أفريقي يُمارس في أجزاء من زامبيا وملاوي وأوغندا وتنزانيا وموزمبيق وأنغولا وساحل العاج والكونغو. في هذا التقليد، من المتوقع أن تقوم فتاة أو امرأة بممارسة الجنس كطقس تطهير بعد دورتها الشهرية الأولى أو بعد أن تصبح أرملة أو بعد إجراء الإجهاض. فإذا كان هذا الطقس التقليدي شنيعاً بكل ذاك الوضوح، لماذا يستمر حتى اليوم رغم كل الجهود المبذولة والتطور الذي شهده العالم؟ يُشاهد في ملاوي تفضيل واضح للذكور على الإناث، فهل يكون ذلك سبباً في عدم منح ممارسة التطهير الجنسية الإلحاح الذي تستحقه؟ فالعديد من الضحايا الفتيات لا يفهمن ما يُجبَرن على القيام به، كما يجب تنوير الوالدين أو أولياء الأمور بعواقب الجنس غير المحمي، وكيفية مساهمة هذا التقليد في انتشار الأمراض المنتقلة جنسياً، وخصوصاً الإصابة بفيروس (HIV) ومتلازمة عوز المناعة المُكتسبة (AIDS)، وينبغي نشر الوعي حول ما يحصل حتى تُدرك أولئك الفتيات الصغيرات أن ما يُفعل بهن خاطئ على الكثير والكثير من الأصعدة.

## طقوس البدء الجنسي للفتيات
يُنفّذ التطهير الجنسي في بعض الأحيان من قبل زوج مستقبلي لفتاة أو خلاف ذلك من قبل عامل جنس مدفوع الأجر.
الضبع البشري هو وضع تقليدي في بعض أجزاء جنوب ملاوي يعتنقه رجل يشرع الشابات في سن البلوغ عبر الجنس. الضبع هو رجل يُدفع له لممارسة الجنس مع الأطفال الذين تتراوح أعمارهم بين 12-17 كجزءٍ من طقوس فقرة بعنوان "kusasa fumbi" مما يعني تنظيف الغبار.
تستمر الطقوس لمدة ثلاثة أيام حيث يُدفع للضباع البشرية من 4 دولارات إلى 7 دولارات في كل مرة. ويعتقد أن الطقوس تمنع المرض. يعتمد اختبار الضباع على أساس طبيعتها الأخلاقية ويُعتقد أنها غير قادرة على الإصابة بأمراض مثل فيروس نقص المناعة البشرية على الرغم من أن البعض يُصاب به بالطبع.
يمكن أن توضع الفتيات الصغيرات في خطر الإصابة بفيروس نقص المناعة البشرية لأن الضبع البشري يمارس الجنس مع جميع الفتيات وتتطلب الطقوس تبادل السوائل الجنسية بسبب منع الضبع البشري من ارتداء الواقي الذكري واستخدام أي شكل آخر من أشكال الحماية التي تُعد ضد قواعد الطقوس.

## تطهير الأرملة
في أجزاء من كينيا، يُنظر إلى الأرامل كنساءٍ غير طاهرات. يوجد هناك تقليد لتطهيرهم من الشياطين ينطوي على ممارسة الجنس، وغالبًا ما يُفرض على المرأة من قبل أسرة الزوج المتوفى. إن أولئك الذين يرفضون التطهير يواجهون خطر التعرض للضرب من قبل القرويين الذين يؤمنون بالخرافات الذين قد يؤذون أطفال المرأة.
يُقال إن هذه الفكرة نشأت من فكرة أنه إذا مات الزوج فقد تكون المرأة قد قامت بممارسة السحر ضده. يمكن ممارسة التطهير بواسطة شقيق الزوج المتوفى أو أحد الأقارب أو خلاف ذلك من قبل عامل جنس مدفوع الأجر. عادةً بعد الجنس، تحرق الأرملة ملابسها ويحلق الرجل شعر الأرملة في كثير من الأحيان بحيث يمكن أن يشهد الحي أن الأرملة قد طًهّرت الآن. يُذبح الدجاج في نهاية الحفل الذي يستمر عادةً من ثلاثة إلى سبعة أيام. حُظِر تطهير الأرملة في كينيا في مشروع قانون الجرائم المحلية لعام 2015.
وبينما تحتل قضايا مثل ختان الإناث العناوين الرئيسية، يتم تجاهل مشكلة انتهاك الأرامل بشكل كبير، ويتمثل التعصّب ضد الأرامل بطرق مختلفة حول العالم، فعلى سبيل المثال، في الهند ونيبال، تُتّهم المرأة عادةً بالتسبب بوفاة زوجها، فلا يُسمح لها بالنظر لشخص آخر لأن نظرتها تُعتبر مشؤومة، كما لو كانت نظرة موت حرفياً.
ومن جهة أخرى يُجبر العديد منهن على ممارسة الجنس مع شخص غريب، بينما تفرض بعض المجتمعات النيجيرية على الأرملة أن تشرب الماء الذي غُسل فيه زوجها، أو تنام بجانب قبره لثلاثة أيام.
وبعد التطهير، تورث الأرملة بشكل تقليدي، حيث تتزوج رجلاً آخر (عادة شقيق الزوج)، ولكنها تبقى محرومة من حقوقها، ويطرد العديد من الأقرباء كنائنهم من منازلهن، ويسرقون ملكياتهن ويتركوهن عرضة للاغتصاب.
وإلى جانب كون عمليتي التطهير الجنسي ووراثة الأرامل غير إنسانيتين، فإنها تُعتبران حكماً افتراضياً بالإعدام، مؤججتين انتشار الإيدز على امتداد القارة، وأًصبحت الحاجة لمجموعة داعمة واضحاً، فأُنشئ على سبيل المثال في كينيا عام 2012 مركز يقدم المشورة للأرامل، بالإضافة إلى دعمهن مادياً وتعليمهن مهارات المبادرة.

## المواقع
في ملاوي، تقتصر ممارسة التطهير الجنسي بشكلٍ كبير على كل من سليما وشيكاواوا ونسانجي. تُعد ملاوي التي تقع في جنوب شرق أفريقيا واحدةً من أكثر الدول تخلفًا في العالم. هناك العديد من المشاكل الاقتصادية والصحية في المنطقة بما في ذلك ارتفاع معدلات وفيات الرضع وفيروس نقص المناعة البشرية.
```
يُعتبر التطهير الجنسي بمثابة طقوس مرور للفتيات الصغيرات من أجل حثّهن على الانتقال إلى مرحلة الأنوثة. يُقال للأطفال الإناث بأنه في حال لم يخضعن للتطهير الجنسي، فإنهم سيعانون من سوء حظ كبير أو يصبحون مرضى.
[
1
]
```

وجد مسح أجري في ملاوي في عام 2007 يجمع معلومات عن الصحة الانجابية للمراهقين ومعرفتهم وسلوكهم أن 26٪ من الإناث و 49٪ من الذكور بين 15 و 19 سنة هم غير متزوجين ونشطين جنسيا. في الفئة العمرية 20-24 سنة، كان 16٪ من الإناث و 9٪ من الذكور قد مارسوا الجماع الجنسي في سن 15 سنة، وفي سن العشرين كانت 79٪ من الإناث و 74٪ من الذكور يمارسون الجنس.
لا تُعتبر ممارسة التطهير الجنسي شكلاً من أشكال الاغتصاب فحسب بل تلعب أيضاً دوراً كبيراً في المساهمة في زيادة عدد حالات الإصابة بفيروس نقص المناعة البشرية / الإيدز في ملاوي. بالعودة إلى مقالة بي بي سي حول الضبع البشري، تبين لاحقًا أن إيريك أنيفا (وهو اسم الضبع البشري الذي تحدث عنه في المقالة) كان مصابًا بفيروس نقص المناعة البشرية.
إنه واحد من عشرة ضباع بشرية في مجتمعه. وفي مقال آخر لهيئة الإذاعة البريطانية (بي بي سي)، يقول السيد أنيفا إنه لم يذكر إصابته في فيروس نقص المناعة البشرية لهؤلاء الذين قاموا بتوظيفه. بعد وقتٍ قصير من اكتساب هذه المادة الأولية اهتمام وسائل الإعلام، أصدر رئيس مالاوي الذي يُدعى بيتر موثاريكا مذكرة اعتقال. على حد قوله، نقل عن الرئيس قوله: «هذا الرجل كان يسيء معاملة الأطفال. لقد انتهك حقوقهم وأنا متأكد من أن بعض الطالبات قد خرجوا من المدرسة وأن آخرين أصبحوا حوامل أو مصابين بفيروس نقص المناعة البشرية. لذا فإن اعتقاله هو أحد الحلول وأفضل عقوبة له هي السجن مدى الحياة».
وقال المتحدث باسم الرئاسة الذي يُدعى ميجيمي كليلاني في بيانٍ له: «سيجري التحقيق أيضاً مع السيد أنيفا لقيامه بتعريض الفتيات الصغيرات للإصابة بفيروس نقص المناعة البشرية»، ويزعم السيد أنيفا أنه مارس الجنس مع عدد يصل إلى 104 من النساء والفتيات.

## عواقب بعيدة المدى
لهذه الممارسات عواقب عديدة ومروعة، إذ تُحرم الفتيات من طفولتهن وتعليمهن لأن الكثير منهن يتزوج بعد الخصوع للطقوس المذكورة، فتحتل ملاوي المرتبة العاشرة من بين أعلى معدلات زيجات الأطفال حول العالم، علاوةً على معاناة أولئك الفتيات من بداية صادمة لحياتهن الجنسية وتعرضهنّ لاحتمال الحمل ومخاطر الأمراض المنتقلة جنسياً.
علماً أن السبب الرئيسي في وفيات الفتيات بأعمار تتراوح بين 15-19 سنة في الدول النامية يتمثّل في الولادة والاختلاطات المتعلقة بالحمل، حسب ما تشير إليه اليونيسيف، وتُسجل ملاوي إحدى أعلى نسب وفيات الأمهات، 35% منهن بعمر المراهقة.